# Aéroport de Gillam
L'aéroport de Gillam est un aéroport situé au Manitoba, au Canada.

## Compagnies et destinations
| Compagnies | Destinations                  |
| ---------- | ----------------------------- |
| Calm Air   | Churchill, Thompson, Winnipeg |